# Bertholdia aroana
Bertholdia aroana là một loài bướm đêm thuộc phân họ Arctiinae, họ Erebidae.